# たそがれ優作
『たそがれ優作』（たそがれゆうさく）は、安倍夜郎による日本の漫画作品。『たそがれ食堂』（幻冬舎コミックス）にて、vol.3から連載中。
2023年10月から、BSテレビ東京にて北村有起哉主演でテレビドラマが放送された。

## 登場人物
北見 優作（きたみ ゆうさく）
俳優。52歳、バツイチ。

## 書誌情報
- 安倍夜郎『たそがれ優作』 幻冬舎コミックス〈バーズコミックス デラックス〉、既刊1巻（2023年6月22日現在）
  1. 2023年6月22日発売[4][5]、ISBN 978-4-344-85239-6

## テレビドラマ
2023年10月7日から11月25日まで、BSテレビ東京・BSテレ東4Kの「土曜ドラマ9」枠にて放送された。主演は北村有起哉。
「令和版寅さん」を標榜し、毎回「マドンナ」と称する助演女優が登場する。
「土曜ドラマ9」枠で独自に制作される連続ドラマは『最果てから、徒歩5分』以来約1年ぶりである。

### キャスト

#### 主要人物
北見優作（きたみ ゆうさく）〈52〉
演 - 北村有起哉
主に脇役を務める俳優。夜は酒場へと繰り出す。バツイチ、息子あり。
茜
演 - 坂井真紀
優作の行きつけのバー「ともしび」のママ。
草刈典子
演 - 瀬戸さおり
撮影現場のヘアメイク。
川上晴樹
演 - 駒木根葵汰
撮影現場のスタイリスト。
駒野すみれ
演 - 浅田芭路
優作と同じ団地に住む小学生。

#### マドンナ
月川サキ
演 - 駒井蓮（第1話）
優作と刑事ドラマ「古田任二郎」で共演する若手俳優。優作のファン。
松田久美
演 - 遊井亮子（第2話）
優作の元妻。ベビーシッター派遣会社社長。息子の優一と暮らしている。
皆川ユキコ
演 - 今野杏南（第3話）
焼き鳥屋で出会うバリキャリ系女性。連れの男性と喧嘩を始め顔を叩いてしまう。
アケミ
演 - 内田慈（第4話）
優作の元不倫相手。キャバクラで働いていた時、客として来た優作と関係を持つ。
長谷川薫
演 - 北香那（第5話）
雑誌「舞台ジャーナル」の編集者。酒豪。優作の特集記事の取材を担当する。
萩尾葉子
演 - 前田美波里（青年時代 - 武内おと）（第6話）
優作が憧れる大女優。助監督と電撃結婚した過去がある。夫に先立たれ現在はハワイ在住。
香坂ヒロミ
演 - 田畑智子（第7話）
優作が高校時代に片思いしていた女性。

#### ゲスト

##### 第1話
監督
演 - 田中隆三
優作とサキが出演する刑事ドラマ「古田任二郎」の監督。
男優
演 - すがおゆうじ、川中貴央
刑事ドラマ「古田任二郎」で共演する。
男優
演 - 岸田真弥、上川寛史

映画監督
演 - 小山田織音

ワインバーの店員
演 - ありがも春

ワインバーの店長
演 - 若林秀敏

##### 第2話
松田優一
演 - 若林拓也
優作と久美の息子。役者を目指している。
監督
演 - 森一弥
長寿アニメ「泣くなドリアン君」の監督。
女優
演 - 西川綾乃
ドラマ「父の名は。」で優作の妻役を演じる女優。
女優
演 - 園田あいか
「父の名は。」で優作の娘・カナ役を演じる女優。
劇団員
演 - 朝井瞳子（役名：ミホ）、カトウクリス
優一と同じ劇団の団員。
花
演 - 志武明日香（花）

女将
演 - 彩咲かんな

##### 第3話
みずき
演 - 板垣樹（第4話、第6話、第7話、最終話）
すみれの友だち。小学生。
タクヤ
演 - 太志
ユキコの恋人。
女優
演 - 河野知美、桜まゆみ
ドラマ「終われない男たち」で共演する女優。
監督
演 - 巴山祐樹
「終われない男たち」の監督。
助監督
演 - 藤本悟
「終われない男たち」の助監督。
AD田中
演 - 爽夢
「終われない男たち」のアシスタントディレクター。
女将
演 - 泉水美和子
焼き鳥屋の女将。

##### 第4話
松ちゃん
演 - 水野透（リットン調査団）
優作の競馬仲間。万馬券を当てて優作に焼肉を奢る。
新井ワタル
演 - 宮澤祐
アケミが付き合っているプロサッカー選手。
女優
演 - 青羽里奈、沙羅
映画「貞代5D（仮題）」に出演する女優。
監督
演 - 福吉寿雄
「貞代5D（仮題）」の監督。
スタッフ
演 - 内田智大
「貞代5D（仮題）」のスタッフ。
監督
演 - アベラヒデノブ
ドラマ「ドクターJK ope.2」の監督。
スタッフ
演 - 山岡樹
「ドクターJK ope.2」のスタッフ。
焼肉屋の店員
演 - 石橋穂乃香

焼肉屋の客
演 - 海津雪乃、守谷菜々江

競馬の実況アナウンサー
演 - 島田弘久

##### 第5話
坂東タケル
演 - 根岸拓哉
時代劇「碇四十郎」で優作と共演する人気俳優。
マネージャー
演 - 青木胡杜音
坂東タケルのマネージャー
居酒屋の客
演 - 堀内充浩、岩永ひひお、川野快晴

##### 第6話
バーテンダー
演 - 山崎潤
バー「Wodka Tonic」のバーテンダー。
クラサワ ナオヤ
演 - 長村航希
葉子と結婚する助監督。毎日葉子の為に厚焼き卵のサンドイッチを買っていた。
女優
演 - 大島涼花
ドラマ「上履きロケット」に出演する女優。
男優
演 - 藤田健彦、野川慧（役柄：佐々木課長 役）
「上履きロケット」に出演する俳優。
花屋の店員
演 - 櫛野愛里

##### 第7話
馬場修治
演 - 与座よしあき
優作の郷里の親友。東京出張のついでに優作に会いに来て、結婚する事を報告する。
男優
演 - 田島亮
ドラマ「ホームラン・ウォーズ」に不良生徒役で出演する俳優。
カメラマン
演 - 関口アナン
「ホームラン・ウォーズ」を撮影するスタッフ。
神田
演 - 中山佳子
英会話教室の受付。
英会話教室の講師
演 - 久田松真耶

英会話教室の受講者
演 - 佐藤真弓

##### 最終話
追分朝子
演 - 田島令子
茜の母。病気で医師からは「いつどうなってもおかしくない」と言われたとして、自宅療養している。
追分小百合
演 - 栗田桃子
茜の姉。
スタッフ
演 - 世良佑樹、松下太亮
映画「オールドマン・ラプソディ」のスタッフ。
居酒屋の店員
演 - 志村彩佳

### スタッフ
- 原作 - 安倍夜郎『たそがれ優作』（幻冬舎コミックス）[13]
- 脚本 - 和⽥清⼈、田口佳宏[13]
- 監督 - アベラヒデノブ、松浦健志[13]
- 音楽 - 岩本裕司[14]、前田恵実
- 主題歌 - ドレスコーズ「最低なともだち」（EVIL LINE RECORDS）[60]
- 楽曲提供 - 秋山裕和
- 技術協力 - テクノマックス
- プロデューサー - 田中智子（テレビ東京）
- 企画・プロデュース - 吉⾒健⼠（共同テレビジョン）[13]
- 制作 - BSテレビ東京、共同テレビジョン
- 製作著作 - 「たそがれ優作」製作委員会 2023

### 放送日程
| 話数   | 放送日   | サブタイトル                 | 脚本     | 監督           |
| ------ | -------- | ---------------------------- | -------- | -------------- |
| 第1話  | 10月07日 | 年の差ワイン                 | 和田清人 | アベラヒデノブ |
| 第2話  | 10月14日 | 山葵の味                     | 和田清人 | アベラヒデノブ |
| 第3話  | 10月21日 | 焼き鳥屋の流儀               | 和田清人 | 松浦健志       |
| 第4話  | 10月28日 | 焼肉の女                     | 和田清人 | 松浦健志       |
| 第5話  | 11月04日 | 雨上がりのビール             | 和田清人 | アベラヒデノブ |
| 第6話  | 11月11日 | 厚焼きたまごサンドのロマンス | 田口佳宏 | アベラヒデノブ |
| 第7話  | 11月18日 | さくら咲く                   | 和田清人 | アベラヒデノブ |
| 最終話 | 11月25日 | 海へ                         | 和田清人 | アベラヒデノブ |

※ 本放送に先立って、10月7日午後5時から、『「たそがれ優作」見どころ＆撮影舞台裏SP』という30分のパイロット番組が放送された（顔は伏せられたものの、原作者も出演）。
| BSテレビ東京 土曜ドラマ9                                                                                             | BSテレビ東京 土曜ドラマ9                  | BSテレビ東京 土曜ドラマ9                                                                                           |
| 前番組 | 番組名                                    | 次番組 |
| --- | ----------------------------------------- | --- |
| 駐在刑事 Season3 （2023年8月19日 - 9月30日） - ※2022年1 - 2月期のTX系「金曜8時のドラマ」枠での放送分の4Kリマスター。 | たそがれ優作 （2023年10月7日 - 11月25日） | 嫌われ監察官 音無一六 （2023年12月2日 - ） - ※2022年5 - 6月期のTX系「金曜8時のドラマ」枠での放送分の4Kリマスター。 |

### ネット配信
| 配信開始月 | 配信サイト     | 配信料金     | 備考                         |
| ---------- | -------------- | ------------ | ---------------------------- |
| 2023年10月 | ネットもテレ東 | 広告付き無料 | 見逃し配信                   |
| 2023年10月 | TVer           | 広告付き無料 | 見逃し配信                   |
| 2023年10月 | Lemino         | 定額制有料   | 各話放送終了直後から独占配信 |

## 脚註

### 註釈
1. ↑  優作の名字は設定していなかったが、テレビドラマ化に際し必要が生じたため、安倍夜郎は主演の北村有起哉に因んで「北見」とすることにした[3]。